# Polystachya caespitosa
Polystachya caespitosa är en orkidéart som beskrevs av João Barbosa Rodrigues. Polystachya caespitosa ingår i släktet Polystachya och familjen orkidéer. Inga underarter finns listade i Catalogue of Life.